# S-46 (Explorer)
Der Explorer S-46 war eine fehlgeschlagene Satelliten-Mission im Rahmen des Explorer-Programms der NASA. Seine Aufgabe war es, Elektronen- und Protonenstrahlungsenergien in einer sehr elliptischen Umlaufbahn zu analysieren.

## Aufbau
Explorer S-46 war mit den zwei Experimenten
- CDS Protonen-Detektor und
- einem Elektronen-Spektrometer

ausgestattet. Die Stromversorgung wurde mit Solarzellen und Batterien sichergestellt.

## Fehlstart
Explorer S-46 wurde am 23. März 1960 mit einer Juno-II-Trägerrakete von der Cape Canaveral Air Force Station gestartet. Eine der gebündelten Feststoff-Raketen der zweiten Stufe zündete nicht, sodass die Rakete vom Kurs abkam. Nachdem der Funkkontakt abriss, konnte die dritte Stufe nicht gezündet werden, die Rakete konnte somit keine Erdumlaufbahn erreichen. Der Satellit ging dabei verloren.